# Friedrich Christian von Ketteler zu Harkotten
Friedrich Christian von Ketteler zu Harkotten (* 6. März 1691; † 25. November 1748 in Münster) war Geheimrat und Domkantor im Hochstift Münster.

## Leben

### Herkunft und Familie
Friedrich Christian von Ketteler zu Harkotten wuchs als Sohn des Goswin Kaspar von Ketteler zu Harkotten und dessen Gemahlin Anna Dorothea von Korff zu Harkotten (1659–1700) zusammen mit seinen Brüdern Alexander Anton, Christoph Heinrich und Goswin Ferdinand Moritz (1699–1784, Propst in Cappenberg) in der uralten westfälischen Adelsfamilie von Ketteler auf.

### Wirken
Mit dem Erhalt der Tonsur am 22. Januar 1703 wurde Friedrich Christian auf ein geistliches Amt vorbereitet. Nach dem Besuch des Jesuitengymnasiums in Münster studierte er in den Jahren 1709 bis 1713 am Pontificium Collegium Germanicum et Hungaricum de Urbe in Rom. Mit päpstlichem Zuspruch erhielt er 1712 eine Dompräbende in Münster. Er wurde Diakon und verfügte 1728 über die Obedienz Buldern und im Februar 1737 über das Archidiakonat in Albersloh. Auch bekleidete er das Amt des Domkantors. Seine Ernennung zum Domscholaster fiel auf den 27. Juli 1740. Friedrich Christian kandidierte bei der Wahl zum Generalvikar, war jedoch unterlegen.
Er ist im Dom zu Münster begraben, wo sich auch eine Grabplatte befindet.

## Ehrungen
- Großkreuzherr des St. Michael-Ritterordens
- Geheimrat